# لنزهای اینزل

نمایش اجرای یک لنز اینزل و مسیر حرکت یون‌ها. شش صفحه موازی با مسیر پرواز یون قرار دارند که صفحه میانی در یک پتانسیل خاص قرار گرفته است.

لنزهای اَینزل (انگلیسی: Einzel lens) (از آلمانی: Einzellinse – لنز منفرد) یا لنز تک‌پتانسیلی یک لنز ایستابرقی برای ذرات باردار است که بدون تغییر انرژی پرتو، آن را متمرکز می‌کند. این لنز از سه یا چند مجموعه دهانه یا لوله استوانه‌ای یا مستطیلی تشکیل شده است که به صورت سری در امتداد یک محور قرار دارند. لنز اینزل برای تمرکز یون‌های در حال حرکت از طریق دستکاری میدان الکتریکی در مسیر یون‌ها استفاده می‌شود.
پتانسیل الکتریکی در لنز متقارن است، بنابراین یون‌ها هنگام خروج از لنز انرژی اولیه خود را بازیابی می‌کنند، اگرچه سرعت برداری ذرات خارجی به گونه‌ای تغییر می‌کند که آن‌ها به سمت محور همگرا شوند. این امر باعث می‌شود که ذرات خارجی به دلیل طی کردن مسیر اضافی، اندکی دیرتر از ذراتی که مسیر مستقیم طی می‌کنند، به محل کانون عدسی برسند.

## تئوری

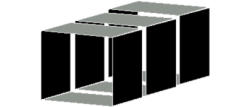
نمای سه‌بعدی از یک لنز اینزل.

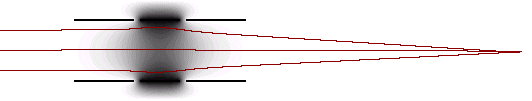
مسیر یون‌ها هنگام عبور از لنز اینزل. جرم یون ۲۰۰ kیکای جرم اتمی با شتاب ۴۰ کیلوولت، پتانسیل صفحه میانی ۲۰۰ ولت و اندازه صفحه‌ها ۱ متر است (توجه داشته باشید که این مقادیر برای اهداف نمایشی غیرمعمول هستند).

معادله تغییر سرعت شعاعی یک ذره هنگام عبور از بین هر جفت استوانه در لنز به صورت زیر است:
{\displaystyle \Delta v_{r}=\int {\frac {qE_{r}(r,z)}{mv_{z}}}dz,}
که در آن محور z از وسط لنز عبور می‌کند و r جهت عمود بر z است. اگر لنز با الکترودهای استوانه‌ای ساخته شده باشد، میدان اطراف z متقارن است. {\displaystyle E_{r}(r,z)} بزرگی میدان الکتریکی در جهت شعاعی برای ذره‌ای در فاصله شعاعی خاص و فاصله در طول شکاف را نشان می‌دهد. {\displaystyle m} جرم ذره، {\displaystyle v_{z}} سرعت ذره و q بار ذره است. انتگرال بر روی شکاف بین صفحات انجام می‌شود که همان بازه‌ای است که عدسی عمل می‌کند.
جفت صفحات همچنین به عنوان لنز غوطه‌وری ایستابرقی شناخته می‌شوند، بنابراین لنز اینزل را می‌توان به‌عنوان دو یا چند لنز غوطه‌وری ایستابرقی توصیف کرد. حل معادله بالا دو بار برای پیدا کردن تغییر سرعت شعاعی هر جفت صفحات می‌تواند برای محاسبه فاصله کانونی لنز استفاده شود.

## کاربرد در لوله‌های تلویزیونی
اصل لنز اینزل در شکل ساده‌تر به عنوان یک مکانیزم تمرکز در لامپ پرتوی کاتدی نمایشگرها و تلویزیون‌ها استفاده می‌شد. این لنز مزیت ارائه نقطه‌ای با فوکوس دقیق در طول عمر مفید تفنگ الکترونی لوله را با حداقل یا بدون نیاز به تنظیم مجدد فراهم می‌کرد (بسیاری از تلویزیون‌های تک‌فام نیازی به کنترل فوکوس نداشتند)، اگرچه در نمایشگرهای تک‌رنگ با وضوح بالا و همه نمایشگرهای رنگی CRT یک کنترل پتانسیومتر قابل تنظیم توسط تکنسین ارائه می‌شد.